# Ծ

Ծとծ

筆記体

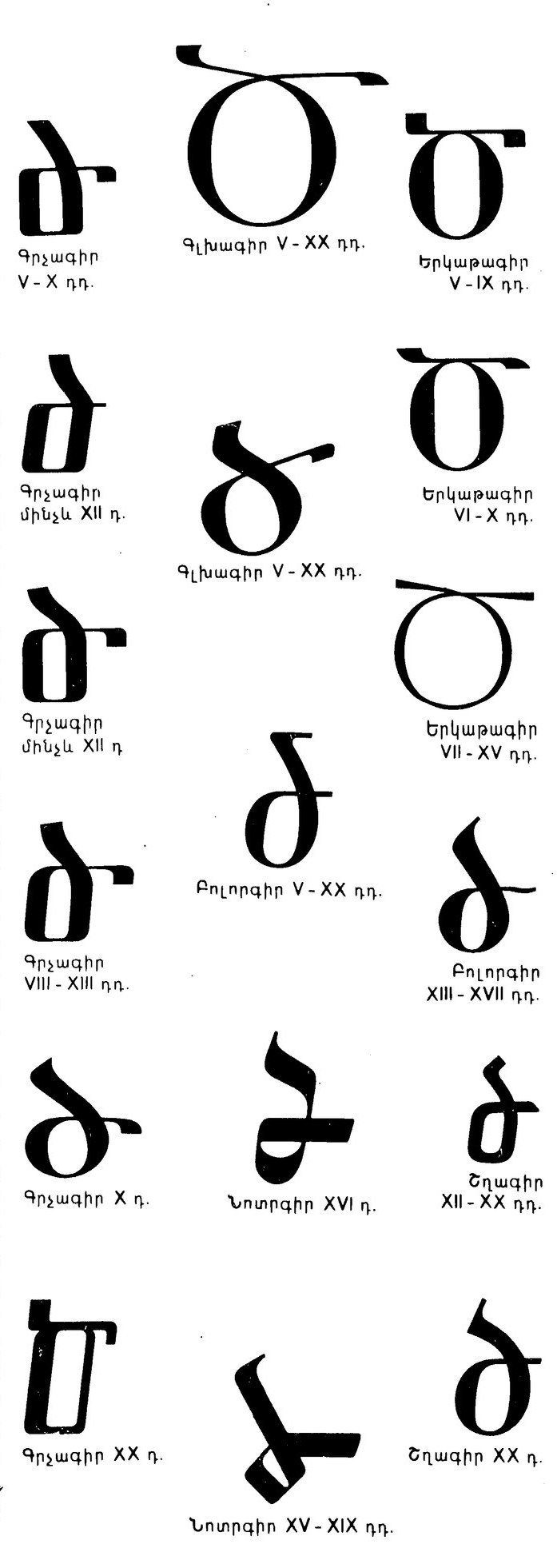
Ծとծの様々な書体

Ծ, ծ（アルメニア語: ծա、発音は東アルメニア語でca、西アルメニア語でdza）は、アルメニア文字の14番目の文字である。405年ごろにメスロプ・マシュトツによって作成されたと見られる。

## 使用
古典アルメニア語と東アルメニア語では無声歯茎歯擦破擦音[ts]を表す。西アルメニア語では有声歯茎破擦音[dz]を表す。ラテン文字化する時は「C」、「Ts」または「Tz」と記す。記数法では50を表す。

## 書体

## 符号位置
| 文字 | Unicode | JIS X 0213 | 文字参照        | 備考 |
| ---- | ------- | ---------- | --------------- | ---- |
| Ծ    | U+053E  | -          | &#x53E; &#1342; |      |
| ծ    | U+056E  | -          | &#x56E; &#1390; |      |